# Portumnus latipes
Portumnus latipes es una especie de crustáceo decápodo de la familia Portunidae. Es un cangrejo que se distribuye en las finas arenas del mar Mediterráneo y el océano Atlántico, así como también en costas belgas y neerlandesas.